# Vincent Lecœur
Pour les articles homonymes, voir Lecœur.
Vincent Lecœur est un acteur français, né le 19 août 1974 à Bonneville (Haute-Savoie).

## Biographie

### Jeunesse
Vincent Lecœur naît le 19 août 1974 à Bonneville, en Haute-Savoie. Son père est régleur en usine de décolletage et sa mère, professeur d'anglais. À 20 ans, il quitte La Roche-sur-Foron pour s'installer à Paris.

### Carrière
En 1997, Vincent Lecœur  commence sa carrière à la télévision dans le téléfilm Le Garçon d'orage de Jérôme Foulon tiré du roman de Roger Vrigny où il interprète Willy au côté de Daniel Russo, puis dans les six épisodes de la série Un et un font six avec Pierre Arditi, Brigitte Fossey et Bérénice Bejo.
En 1998, il tourne en Thaïlande et au Népal dans le téléfilm italien L'Éléphant blanc de Gianfranco Albano dans le rôle principal.
En 1999, il fait ses premiers pas au cinéma dans Salsa de Joyce Sherman Buñuel, où il interprète un  pianiste de musique classique qui abandonne ses études pour se consacrer à la salsa. La même année, il partage l'affiche de Promenons-nous dans les bois, un film d'horreur de Lionel Delplanque.
En 2001, aux côtés de Bruno Crémer, il joue un jeune condamné à mort dans le film autobiographique Mon père, il m'a sauvé la vie de José Giovanni.
En 2002, il apparaît dans une comédie Trois zéros de Fabien Onteniente, où il fait partie de l'équipe de football.
En 2003, il joue dans la comédie France Boutique de Tonie Marshall
En 2004, il retrouve la réalisatrice Joyce Buñuel, pour qui il interprète Jean Sobiesky dans Dalida pour France 2. La même année, il devient Adolphe Salles, l'un des fondés de pouvoir de l'entreprise Eiffel et gendre de Gustave Eiffel, dans le docufiction La Légende vraie de la tour Eiffel de Simon Brook pour Canal +. Il tourne aussi à Cineccita, dans le téléfilm Angela de Andrea Frazzi et Antonio Frazzi.
En 2020 il revient à l'écran dans la série Dix pour cent .
En 2021 il tourne dans Meurtres dans les Trois Vallées d'Emmanuel Rigaut et Diane de Poitiers de Josée Dayan.

## Filmographie

### Cinéma

#### Longs métrages
- 2000 : Salsa de Joyce Buñuel : Rémi
- 2000 : Promenons-nous dans les bois de Lionel Delplanque : Wilfried
- 2001 : Mon père, il m'a sauvé la vie de José Giovanni : Manu
- 2001 : Trois zéros de Fabien Onteniente : Leclerc
- 2003 : France Boutique de Tonie Marshall : Olivier
- 2022 : L'Enfant du paradis de Salim Kechiouche : Sid

#### Courts métrages
- 2004 : La Rixe d'Antoine Renand]: Laurent
- 2007 : Maël fume de François Brunet : Marc
- 2011 : Roadrunner de Hervé Forestier[3]
- 2020 : Interdit public de lui-même[3]

### Télévision

#### Téléfilms
- 1997 : Le Garçon d'orage de Jérôme Foulon : Willie
- 1998 : L'Éléphant blanc de Gianfranco Albano : Gabriel
- 2004 : Les copains d'abord de Joël Santoni
- 2005 : Dalida de Joyce Buñuel : Jean Sobiesky
- 2005 : Angela de Andrea Frazzi et Antonio Frazzi : Davide Brescia
- 2005 : La Légende vraie de la tour Eiffel de Simon Brook : Adolphe Salles
- 2021 : Meurtres dans les Trois Vallées d'Emmanuel Rigaut : Richard
- 2022 : Diane de Poitiers de Josée Dayan (téléfilm en deux parties) : l'assistant d'Ambroise Paré
- 2022 : La Malédiction du lys de Philippe Niang

#### Séries télévisées
- 1997-1999 : Un et un font six : Grégoire (6 épisodes)
- 2000 : Scénarios sur la drogue (épisode T'en as ?)
- 2003 : Vertiges : Pascal Dubreuil (épisode Liaison coupable)
- 2005 : Mission protection rapprochée : Greg (saison 1, épisode 7 : Trois en un)
- 2006 : Femmes de loi : Antoine Deligne (saison 6, épisode 6 : Secrets de famille)
- 2006 : Jeff et Léo, flics et jumeaux : Grégory Swab (saison 2, épisode 1 : La Beauté du diable)
- 2007 : Les Bleus, premiers pas dans la police : Stéphane, l'intérimaire (saison 1, épisode 7 : Les Yeux fermés)
- 2008 : Duval et Moretti : Kevin (saison 1, épisode 15 : Compte à rebours)
- 2020 : Dix pour cent : Oscar, l'acteur en lecture (saison 4, épisode 1 : Charlotte)